# Saison 2008 de l'équipe cycliste Milram
La saison 2008 est la troisième année d'activité de l'équipe cycliste Milram. Elle marque la fin d'une première période pour cette formation. Le sprinter Alessandro Petacchi, autour duquel elle a été fondée en 2006, est licencié en mai à la suite de la confirmation par le Tribunal arbitral du sport de sa suspension consécutive à un contrôle positif au salbutamol lors du Tour d'Italie 2007. Le contrat de l'ancien champion du monde Igor Astarloa est également rompu en mai en raison de valeurs sanguines irrégulières. Le Team Milram a remporté neuf courses en 2008, dont une sur le ProTour : le prologue du Tour d'Allemagne par Brett Lancaster. Christian Knees et Björn Schröder se sont imposés respectivement au Tour de Bavière et au Rothaus Regio-Tour. Erik Zabel, autre « star » de l'effectif, a effectué sa dernière saison en tant que coureur professionnel, glanant un dernier succès sur route lors du Tour de la Communauté valencienne.

## Effectif

### Coureurs en 2008
| Cycliste              | Date de naissance | Nationalité | Équipe 2007        |
| --------------------- | ----------------- | ----------- | ------------------ |
| Igor Astarloa *       | 29.03.1976        | Espagne     |                    |
| Luca Barla            | 29.09.1987        | Italie      | Néoprofessionnel   |
| Volodymyr Dyudya      | 06.06.1983        | Ukraine     |                    |
| Markus Eichler        | 18.02.1982        | Allemagne   | Unibet.com         |
| Artur Gajek           | 18.04.1985        | Allemagne   | Wiesenhof          |
| Sergio Ghisalberti    | 10.12.1979        | Italie      |                    |
| Ralf Grabsch          | 07.04.1973        | Allemagne   |                    |
| Andriy Grivko         | 07-08-1983        | Ukraine     |                    |
| Dennis Haueisen       | 13.09.1978        | Allemagne   |                    |
| Matej Jurčo           | 08.08.1984        | Slovaquie   |                    |
| Christian Knees       | 05-03-1981        | Allemagne   |                    |
| Christian Kux         | 03.05.1985        | Allemagne   | Milram Continental |
| Brett Lancaster       | 15.11.1979        | Australie   |                    |
| Martin Müller         | 05.04.1974        | Allemagne   |                    |
| Alberto Ongarato      | 24.07.1975        | Italie      |                    |
| Alessandro Petacchi * | 03.01.1974        | Italie      |                    |
| Enrico Poitschke      | 25.08.1969        | Allemagne   |                    |
| Elia Rigotto          | 04.03.1982        | Italie      |                    |
| Dominik Roels         | 21.01.1987        | Allemagne   | Akud               |
| Fabio Sabatini        | 18.02.1986        | Italie      |                    |
| Björn Schröder        | 27.10.1980        | Allemagne   |                    |
| Sebastian Schwager    | 04.01.1984        | Allemagne   |                    |
| Niki Terpstra         | 18.05.1984        | Pays-Bas    |                    |
| Martin Velits         | 21.02.1985        | Slovaquie   | Wiesenhof          |
| Peter Velits          | 21.02.1985        | Slovaquie   | Wiesenhof          |
| Marco Velo            | 09.03.1974        | Italie      |                    |
| Erik Zabel            | 07.07.1970        | Allemagne   |                    |

* N'appartiennent plus à l'effectif à partir de mai 2008

## Bilan de la saison

### Victoires
| Date       | Course                                        | Pays      | Classe | Vainqueur           |
| ---------- | --------------------------------------------- | --------- | ------ | ------------------- |
| 09/02/2008 | Grand Prix de la côte étrusque                | Italie    | 1.1    | Alessandro Petacchi |
| 19/02/2008 | 3e étape du Tour d'Andalousie                 | Espagne   | 2.1    | Alessandro Petacchi |
| 20/02/2008 | 4e étape du Tour d'Andalousie                 | Espagne   | 2.1    | Alessandro Petacchi |
| 21/02/2008 | 5e étape du Tour d'Andalousie                 | Espagne   | 2.1    | Alessandro Petacchi |
| 27/02/2008 | 2e étape du Tour de la Communauté valencienne | Espagne   | 2.1    | Erik Zabel          |
| 01/03/2008 | 5e étape du Tour de la Communauté valencienne | Espagne   | 2.1    | Alessandro Petacchi |
| 15/03/2008 | 4e étape de Tirreno-Adriatico                 | Italie    | 2.HC   | Alessandro Petacchi |
| 14/04/2008 | 1re étape du Tour de Turquie                  | Turquie   | 2.1    | Alessandro Petacchi |
| 19/04/2008 | 6e étape du Tour de Turquie                   | Turquie   | 2.1    | Alessandro Petacchi |
| 01/06/2008 | Classement général du Tour de Bavière         | Allemagne | 2.HC   | Christian Knees     |
| 26/06/2008 | Championnat d'Ukraine du contre-la-montre     | Ukraine   | CN     | Andriy Grivko       |
| 27/06/2008 | Championnat de Slovaquie du contre-la-montre  | Tchéquie  | CN     | Matej Jurčo         |
| 29/06/2008 | Championnat de Slovaquie sur route            | Tchéquie  | CN     | Matej Jurčo         |
| 24/08/2008 | Classement général du Rothaus Regio-Tour      | Allemagne | 2.1    | Björn Schröder      |
| 29/08/2008 | Prologue du Tour d'Allemagne                  | Allemagne | PT     | Brett Lancaster     |
| 02/09/2008 | Coupe Sels                                    | Belgique  | 1.1    | Elia Rigotto        |
| 25/10/2008 | Florence-Pistoia                              | Italie    | 1.1    | Andriy Grivko       |